# Полячик, Душан
Душан Полячик (словац. Dušan Poliačik; род. 11 февраля 1955, Доброч, Банска-Бистрицкий край) — чехословацкий тяжелоатлет, бронзовый призёр чемпионатов Европы, мира и летних Олимпийских игр 1980 года в Москве, олимпийский рекордсмен.

## Карьера
Полячик выступал в весовой категории до 82,5 кг. В 1979 году он завоевал бронзовые медали чемпионата Европы в Варне и чемпионата мира в Салониках. В 1981 году он повторил свой успех на чемпионате Европы и мира в Лилле.
На Олимпиаде в Москве Полячик также стал бронзовым призёром (160 + 207,5 = 367,5 кг), уступив советскому штангисту Юрию Варданяну (177,5 + 222,5 = 400 кг) и болгарину Благою Благоеву (175 + 197,5 = 372,5 кг). По ходу соревнований Полячик установил два олимпийских рекорда в толчке (205 и 207,5 кг) которые, однако, были побиты Юрием Варданяном, установившим мировой рекорд — 222,5 кг. В рамках олимпийского турнира также были разыграны медали 54-го чемпионата мира по тяжёлой атлетике.